# Joe Piscopo
Joseph Charles John Piscopo (Passaic, 1951. június 17. –) amerikai színész, komikus, rádiós műsorvezető.
1980 és 1984 között a Saturday Night Live szereplőgárdájának tagja volt. Ezt követően olyan filmekben tűnt fel, mint a Johnny DeVeszélyes (1984), a Nagyokosok (1986), a Nyugodjak békében (1988) vagy A bajnok és a kölyök (1992), emellett sorozatokban is vendégszerepelt.

## Filmográfia

### Film
| Év   | Magyar cím                                       | Eredeti cím                      | Szerep                        | Magyar hang    |
| ---- | ------------------------------------------------ | -------------------------------- | ----------------------------- | -------------- |
| 1976 | King Kong                                        | King Kong                        | statiszta (nincs feltüntetve) |                |
| 1977 |                                                  | American Tickler                 | bemondó                       |                |
| 1984 | Isten háza                                       | The House of God                 | Dr. Fishberg                  |                |
| 1984 | Johnny DeVeszélyes                               | Johnny Dangerously               | Danny Vermin                  |                |
| 1986 | Nagyokosok                                       | Wise Guys                        | Moe Dickstein                 | Csuja Imre     |
| 1988 | Nyugodjak békében                                | Dead Heat                        | Doug Bigelow                  | Vass Gábor     |
| 1992 | A bajnok és a kölyök                             | Sidekicks                        | Kelly Stone                   | Harsányi Gábor |
| 1994 | Huck és a szívkirály                             | Huck and the King of Hearts      | Max                           |                |
| 1995 | Káosz TV                                         | Open Season                      | Hamlet                        |                |
| 1995 | Two Bits & Pepper kalandjai (Kis Falat és Borsó) | Two Bits & Pepper                | Zike / Spider                 |                |
| 1995 |                                                  | Captain Nuke and the Bomber Boys | Mr. Wareman                   |                |
| 2000 |                                                  | Baby Bedlam                      | Jack                          |                |
| 2001 |                                                  | Bartleby                         | Rocky                         |                |
| 2006 |                                                  | The Last Request                 | Angelo                        |                |
| 2006 |                                                  | Dead Lenny                       | Louis Long                    |                |
| 2013 |                                                  | How Sweet It Is                  | Jack Cosmo                    |                |

### Televízió
| Év        | Magyar cím                               | Eredeti cím                       | Szerep                                      | Megjegyzések |
| --------- | ---------------------------------------- | --------------------------------- | ------------------------------------------- | ------------ |
| 1980–1984 | Saturday Night Live                      | Saturday Night Live               | több szereplő                               | 68 epizód    |
| 1984      |                                          | The Joe Piscopo Special           | önmaga                                      | különkiadás  |
| 1988      | Star Trek: Az új nemzedék                | Star Trek: The Next Generation    | Komédiás                                    | 1 epizód     |
| 1992      | Dinka banda                              | Goof Troop                        | Myron / Tan Roadster (hangja)               | 2 epizód     |
| 1993      | Batman: A rajzfilmsorozat                | Batman: The Animated Series       | Mugsy / menedzser (hangja)                  | 1 epizód     |
| 1993–1995 | Rózsaszín párduc                         | The Pink Panther                  | több szereplő hangja                        | 40 epizód    |
| 1995      | Cybill                                   | Cybill                            | önmaga                                      | 1 epizód     |
| 1999–2002 | Kutya legyek…                            | 100 Deeds for Eddie McDowd        | Salvador / Watt / Sally (hangja)            | 17 epizód    |
| 1999–2004 | Esküdt ellenségek                        | Law & Order                       | Jeff Stahl / Art Cahill / Jarret Whitestone | 3 epizód     |
| 2018      | Esküdt ellenségek: Különleges ügyosztály | Law & Order: Special Victims Unit | Albert Romano                               | 1 epizód     |

## Fordítás
- Ez a szócikk részben vagy egészben  a   Joe Piscopo című angol Wikipédia-szócikk ezen változatának fordításán alapul.  Az eredeti cikk szerkesztőit annak laptörténete sorolja fel. Ez a jelzés csupán a megfogalmazás eredetét és a szerzői jogokat jelzi, nem szolgál a cikkben szereplő információk forrásmegjelöléseként.